# プティ・パレ
プティ・パレ（仏：Petit Palais）は、フランスのパリにある美術館の建物であり、1900年のパリ万博万国博覧会のために建てられたものである。現在、パリ市立プティ・パレ美術館（Petit Palais, Musée des Beaux-Arts de la Ville de Paris）として開館しており、プティ・パレはこの美術館のことを指す場合もある。パリの8区に位置する。

## 沿革

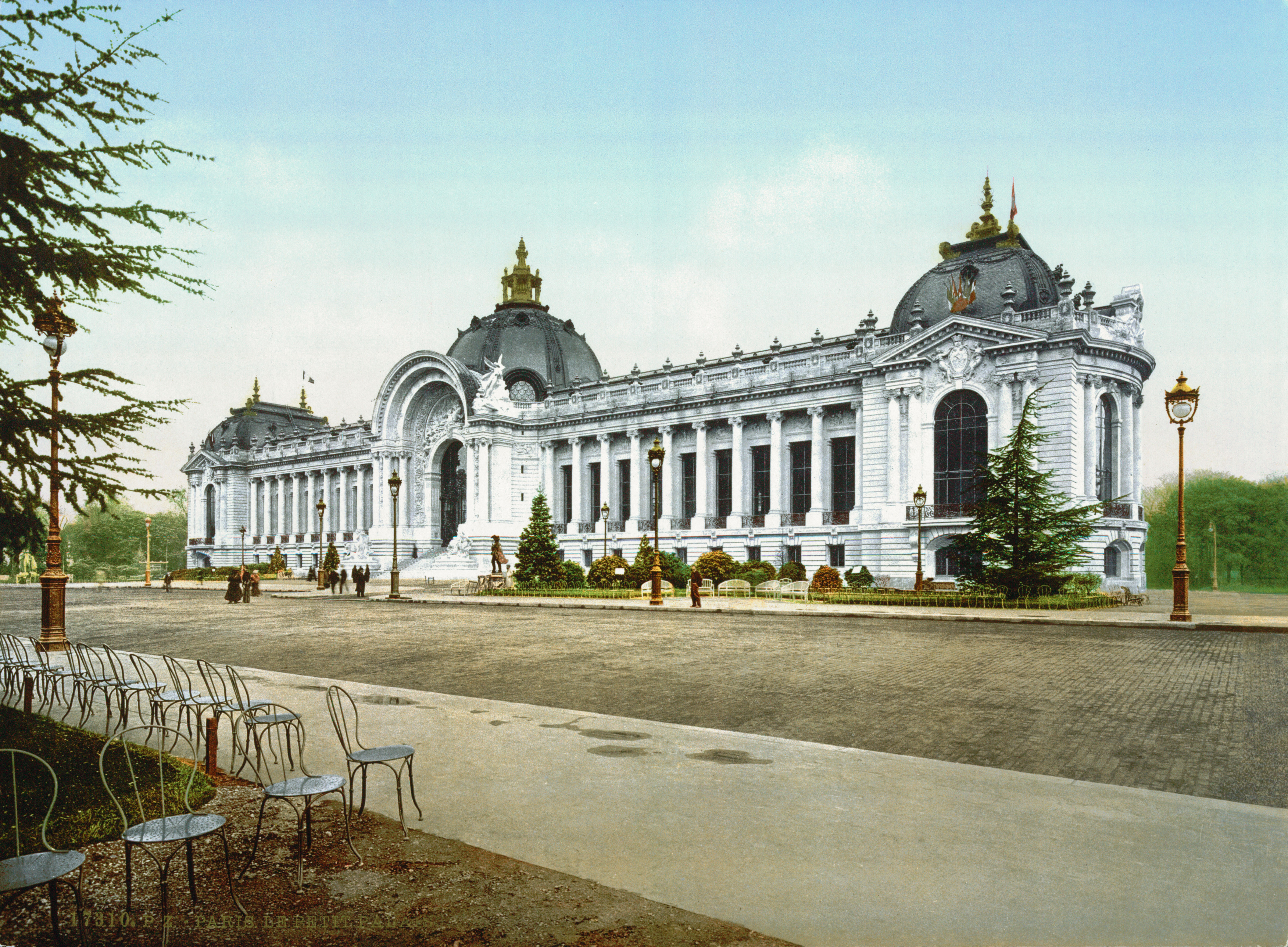
1900年パリ万博プティ・パレ開館時の様子

グラン・パレやアレクサンドル3世橋と同時期に建てられており、向かい合う形で建っているグラン・パレの設計総監督であるシャルル・ジロー（Charles Girault）による設計である。
半円形の中庭の周囲にグラン・パレと似た建物が配されている。イオニア様式の石柱や、壮大な入り口とドーム屋根は、川の対岸にあるアンヴァリッドと呼応している。パリの町がミューズの女神たちに囲まれたデザインの三角小間は彫刻家ジャン＝アントワーヌ・アンジャルベール（Jean-Antoine Injalbert）の作品である。
プティ・パレは他の公共的な建物のモデルとされ、同じくシャルル・ジロー設計のベルギー・ブリュッセル郊外の王立アフリカ博物館やチリ・サンティアゴの国立美術館（Museo Nacional de Bellas Artes）などもその一例である。またサイゴン（現ホーチミン市）のオペラ・ドゥ・サイゴン（サイゴン・オペラハウス、現ホーチミン市民劇場、Nhà hát lớn Thành phố Hồ Chí Minh）もプティ・パレに似たファサードを採用している。

## パリ市立プティ・パレ美術館
1902年に常設展示と特別展のあるパリ市立美術館となった。現在の展示室は二部に分かれている。中世とルネサンス期の絵画や美術品のドゥトゥイット・コレクションと、18世紀家具のタック・コレクションやドミニク・アングル、ウジェーヌ・ドラクロワ、ギュスターヴ・クールベ、クロード・モネ、モーリス・ドニなどのフランスの芸術家のパリ市のコレクションの二部である。レンブラント・ファン・レイン等のオランダ絵画も所蔵している。
2001年1月から2005年6月の間、改装のため閉鎖されていた。

### ギャラリー

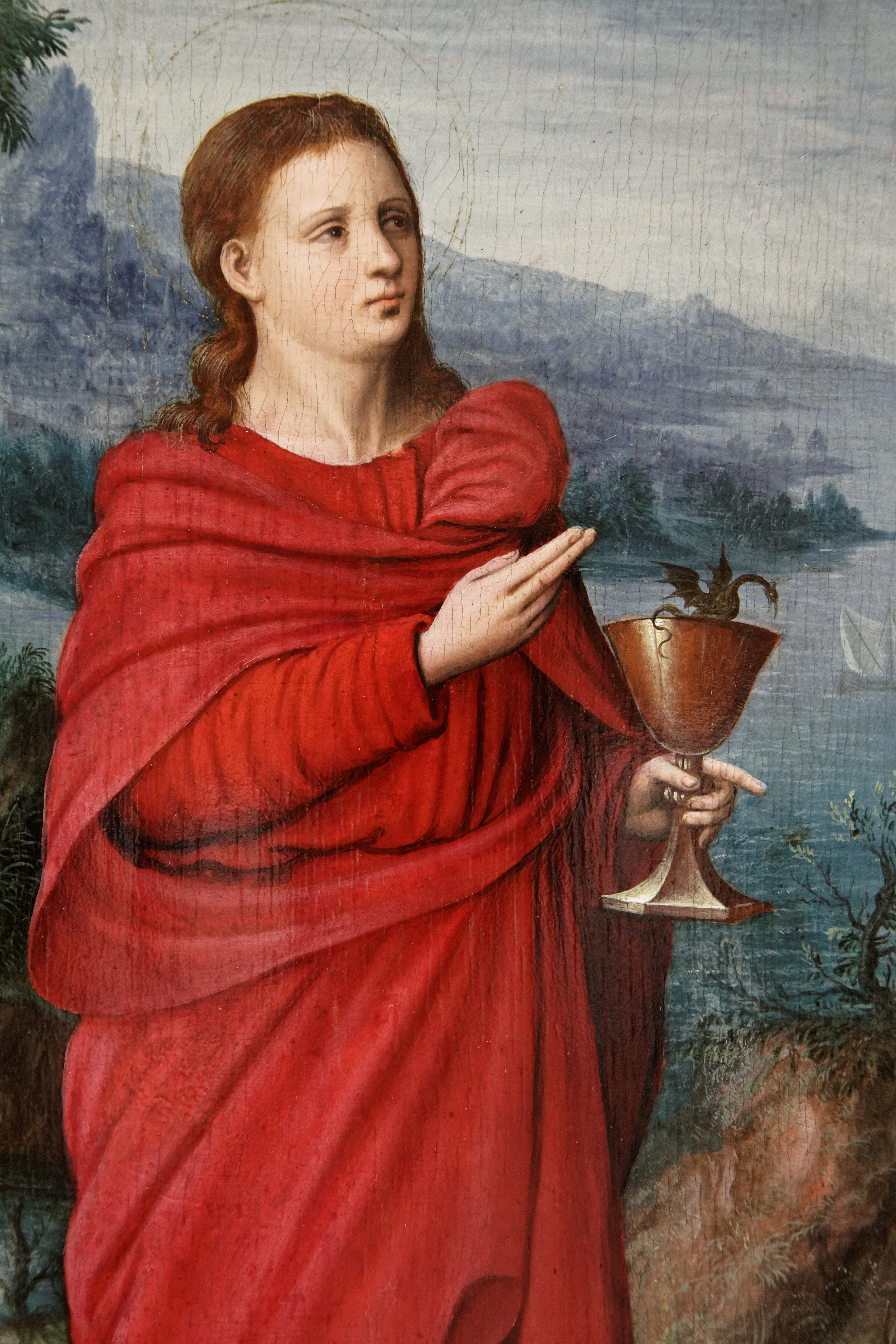
使徒ヨハネ, 16世紀
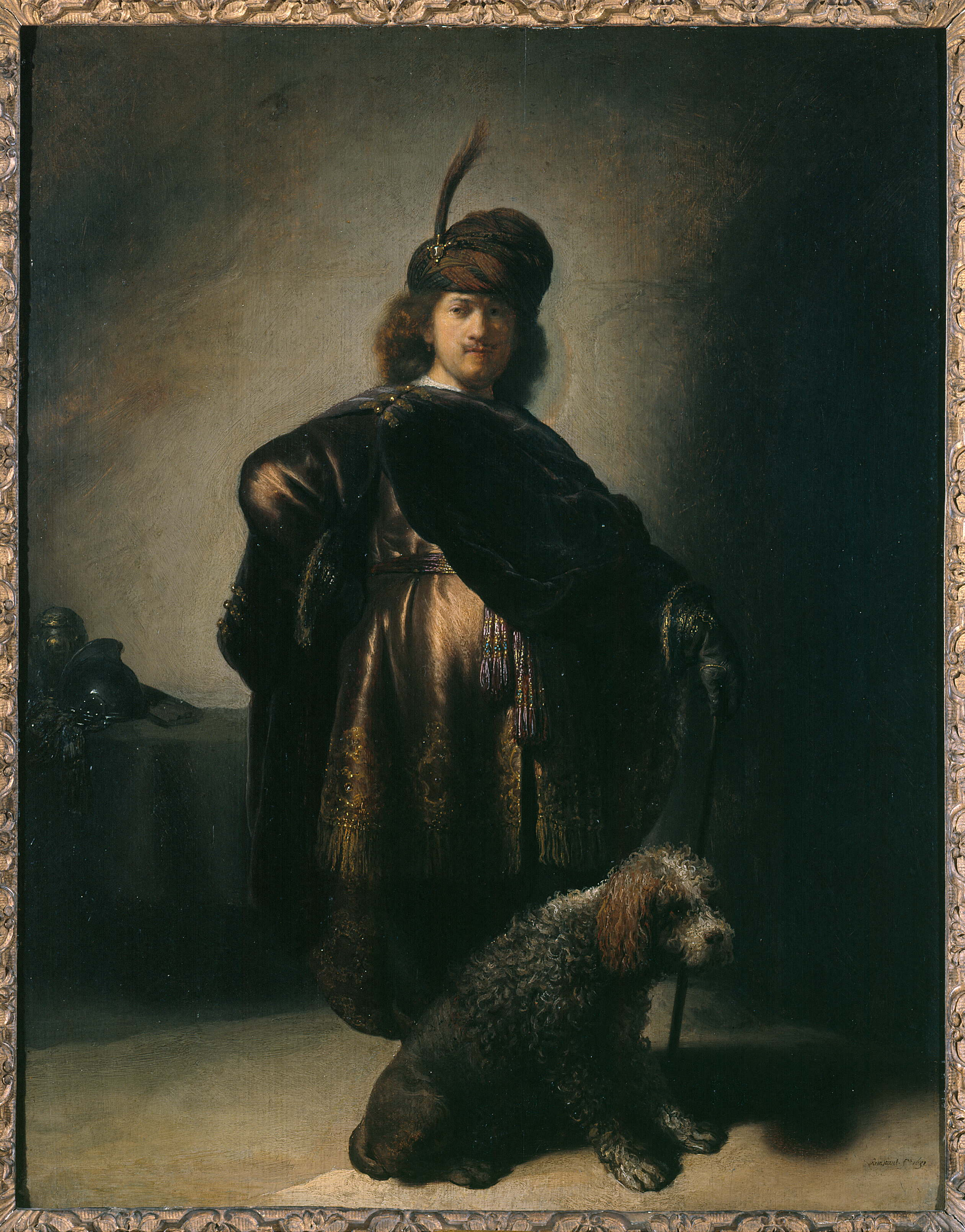
レンブラント・ファン・レイン 『東洋の衣装を着た自画像』1631年頃
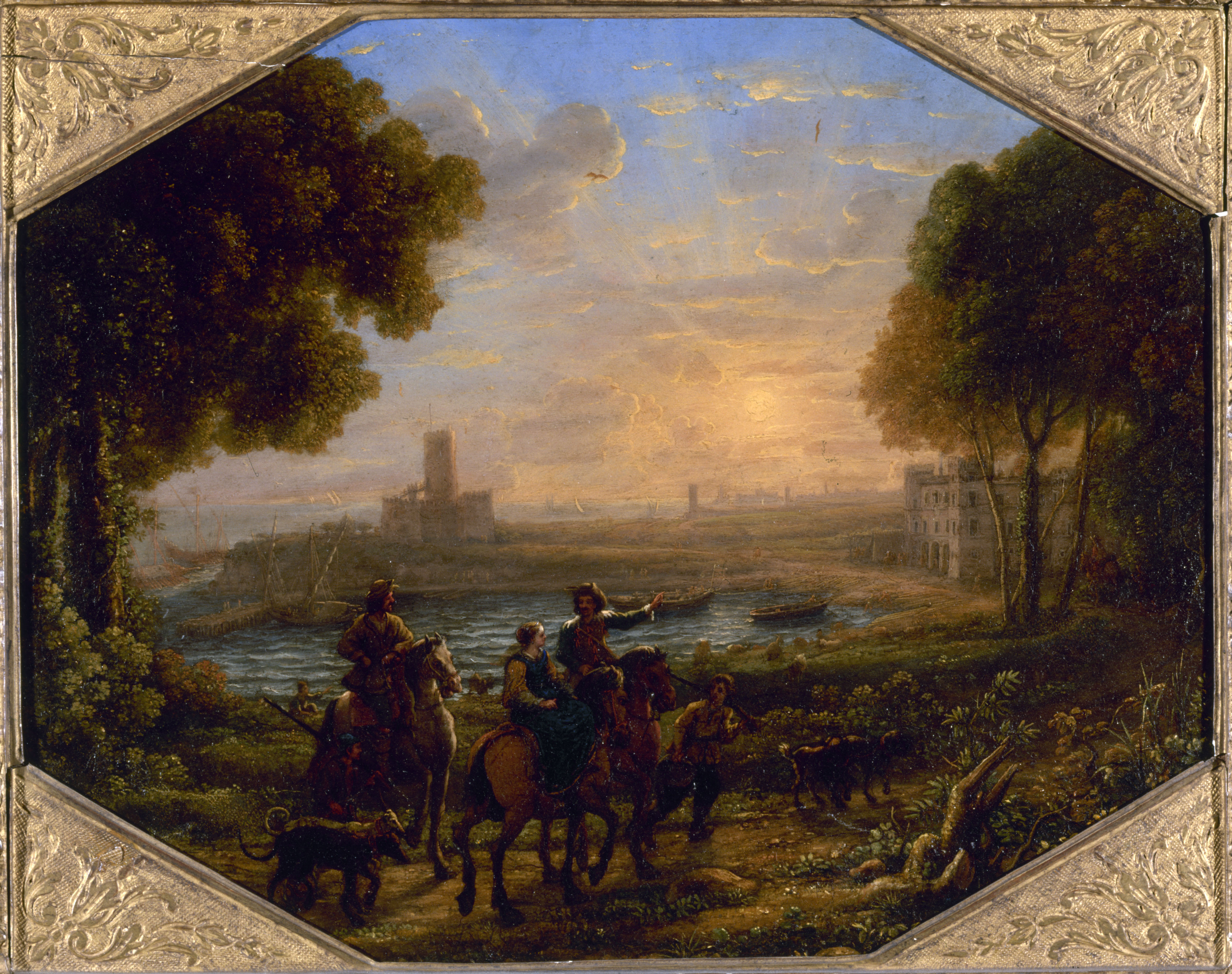
クロード・ロラン 『サンタ・マリネッラ港のある風景』1637年-1638年頃
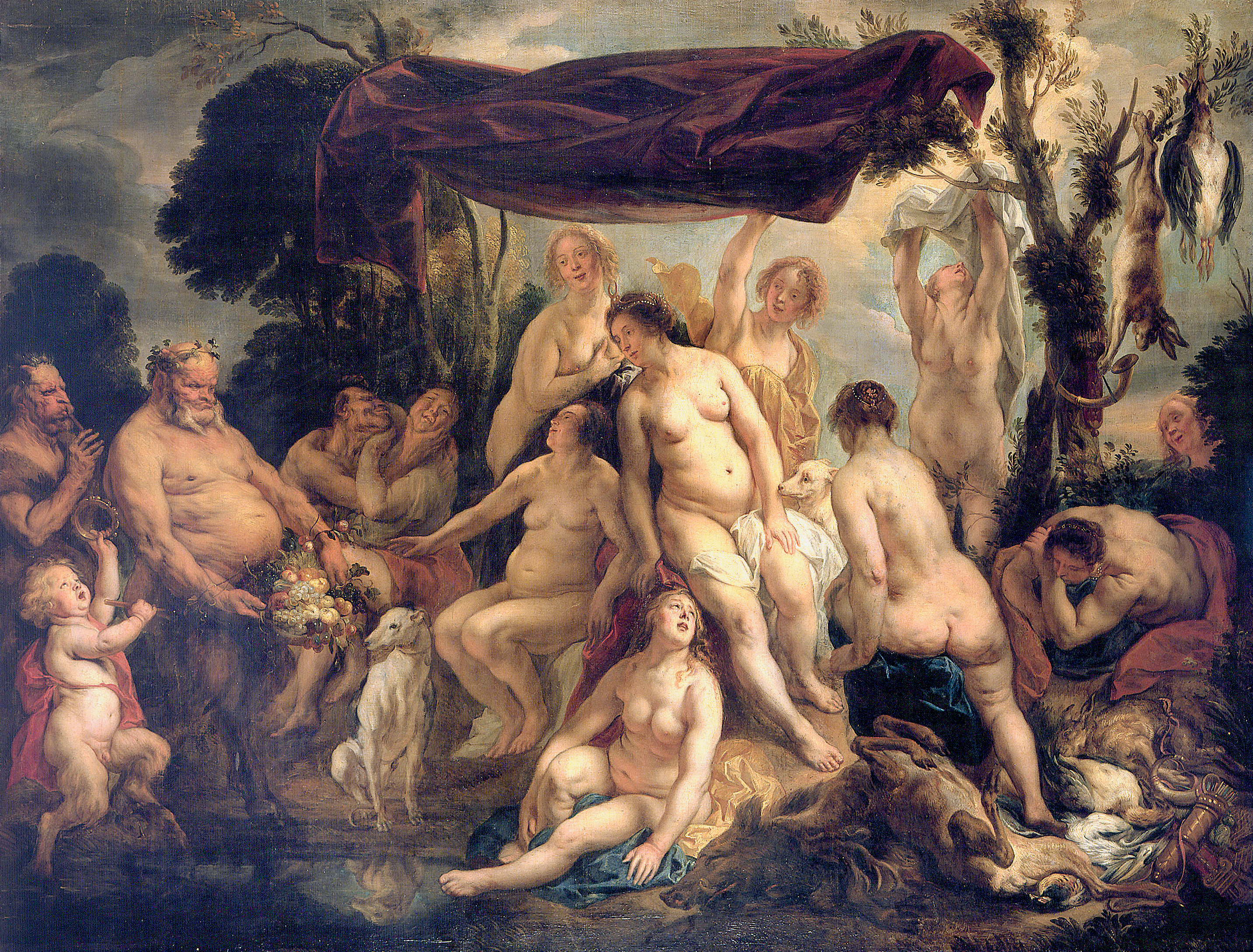
ヤーコブ・ヨルダーンス『Diana Resting』1640年代
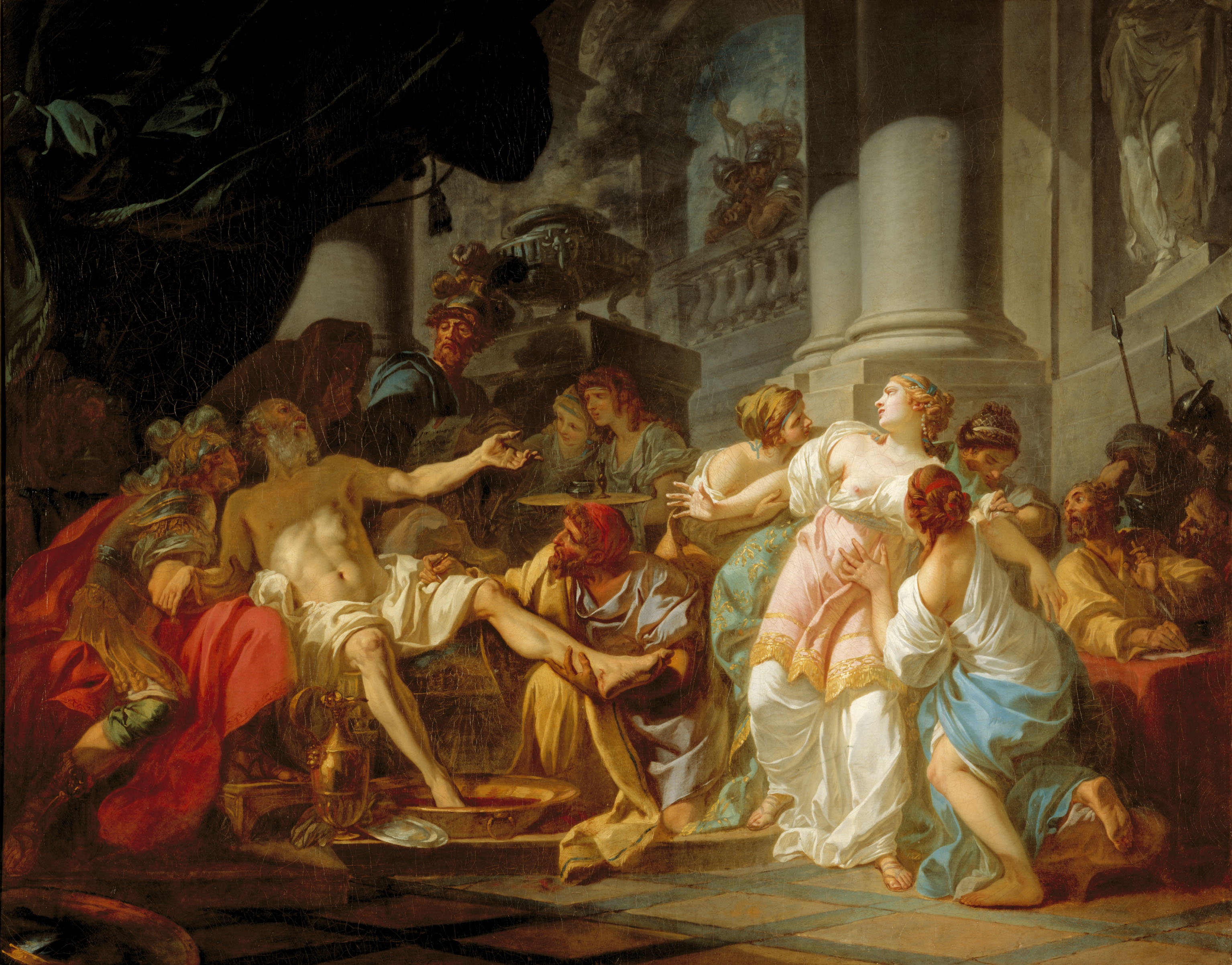
ジャック＝ルイ・ダヴィッド 『セネカの死』1773年
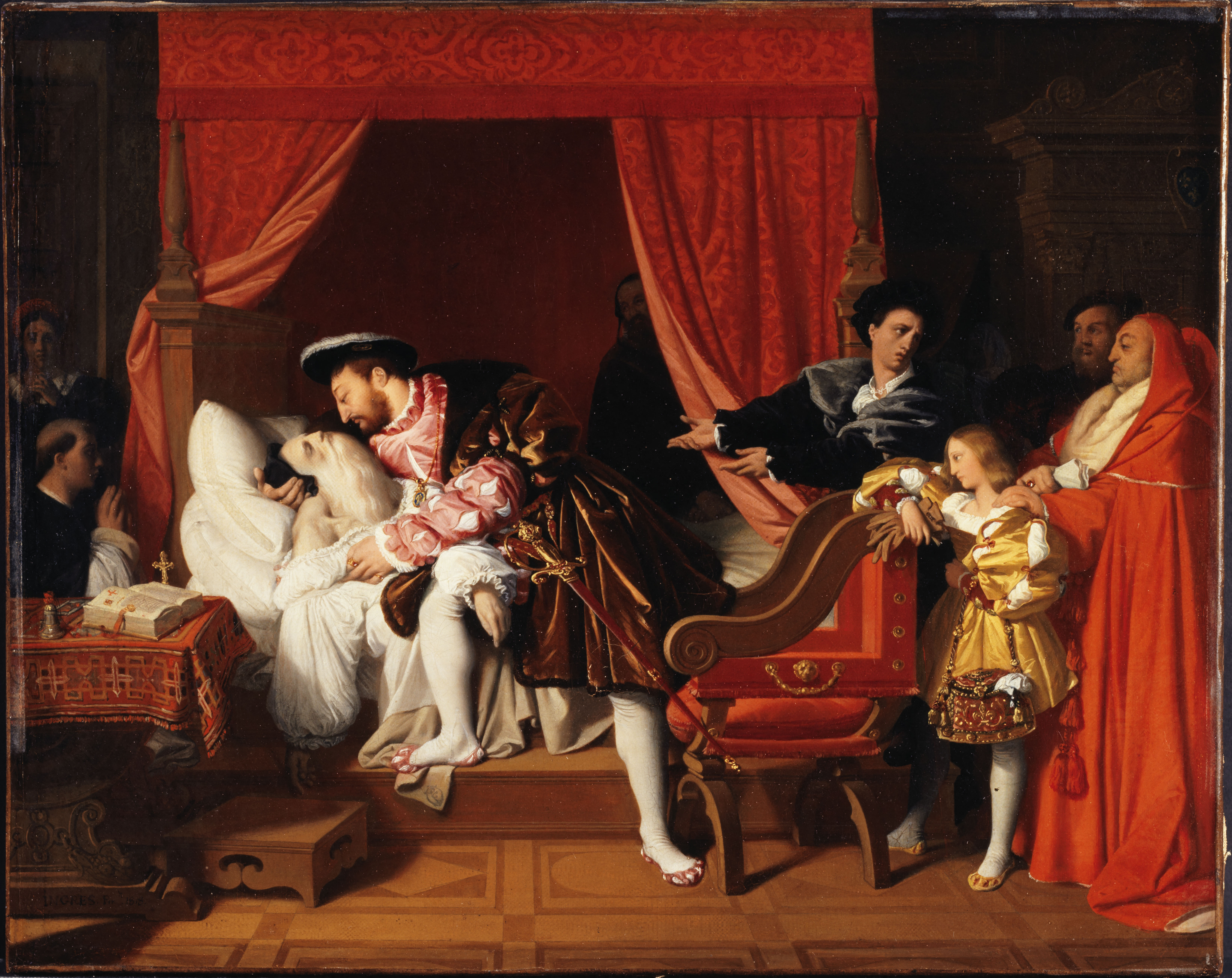
ジャン＝オーギュスト＝ドミニク・アングル 『レオナルド・ダ・ヴィンチの死』1818年
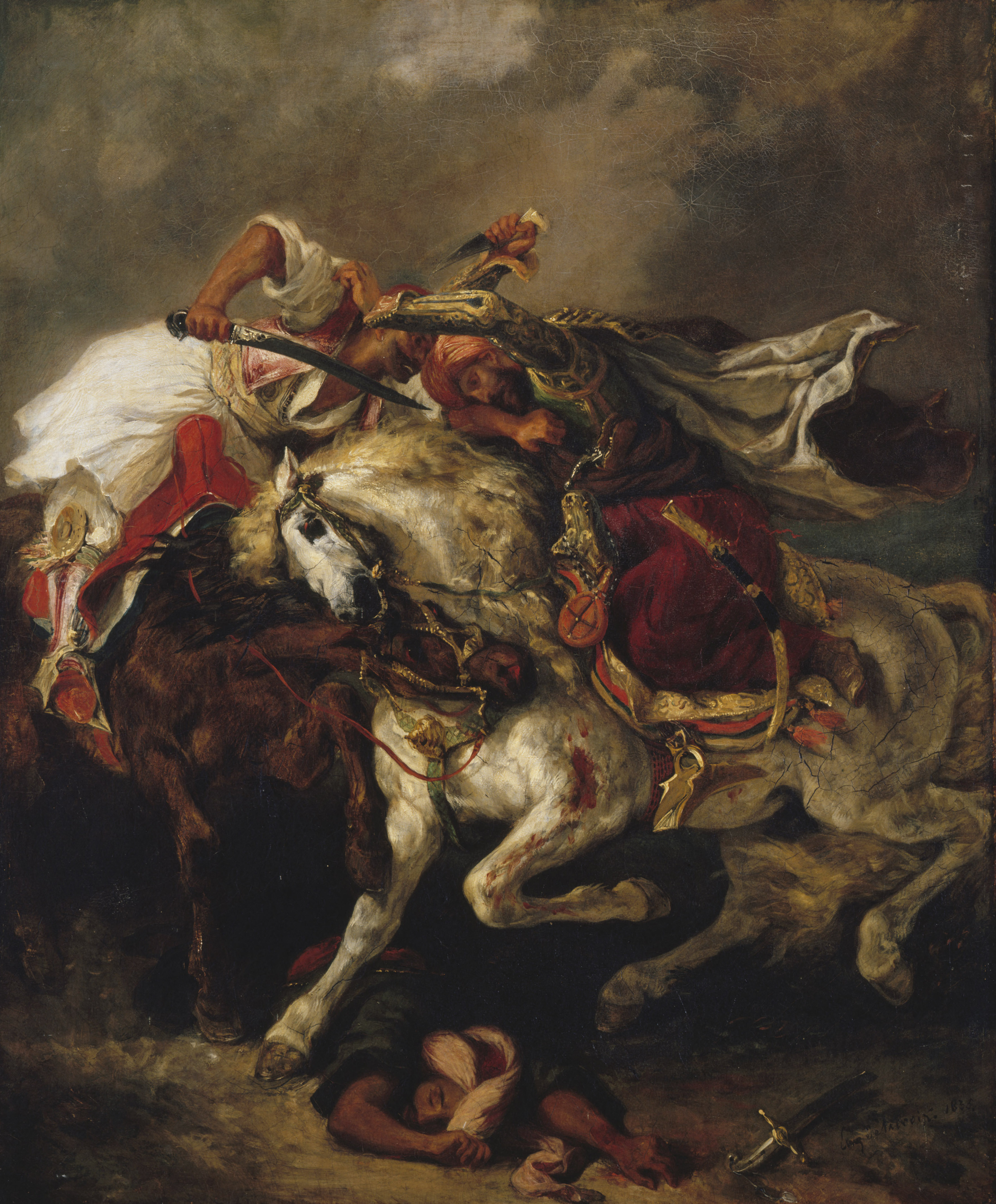
ウジェーヌ・ドラクロワ 『ジャウールとパシャの戦い』1835年
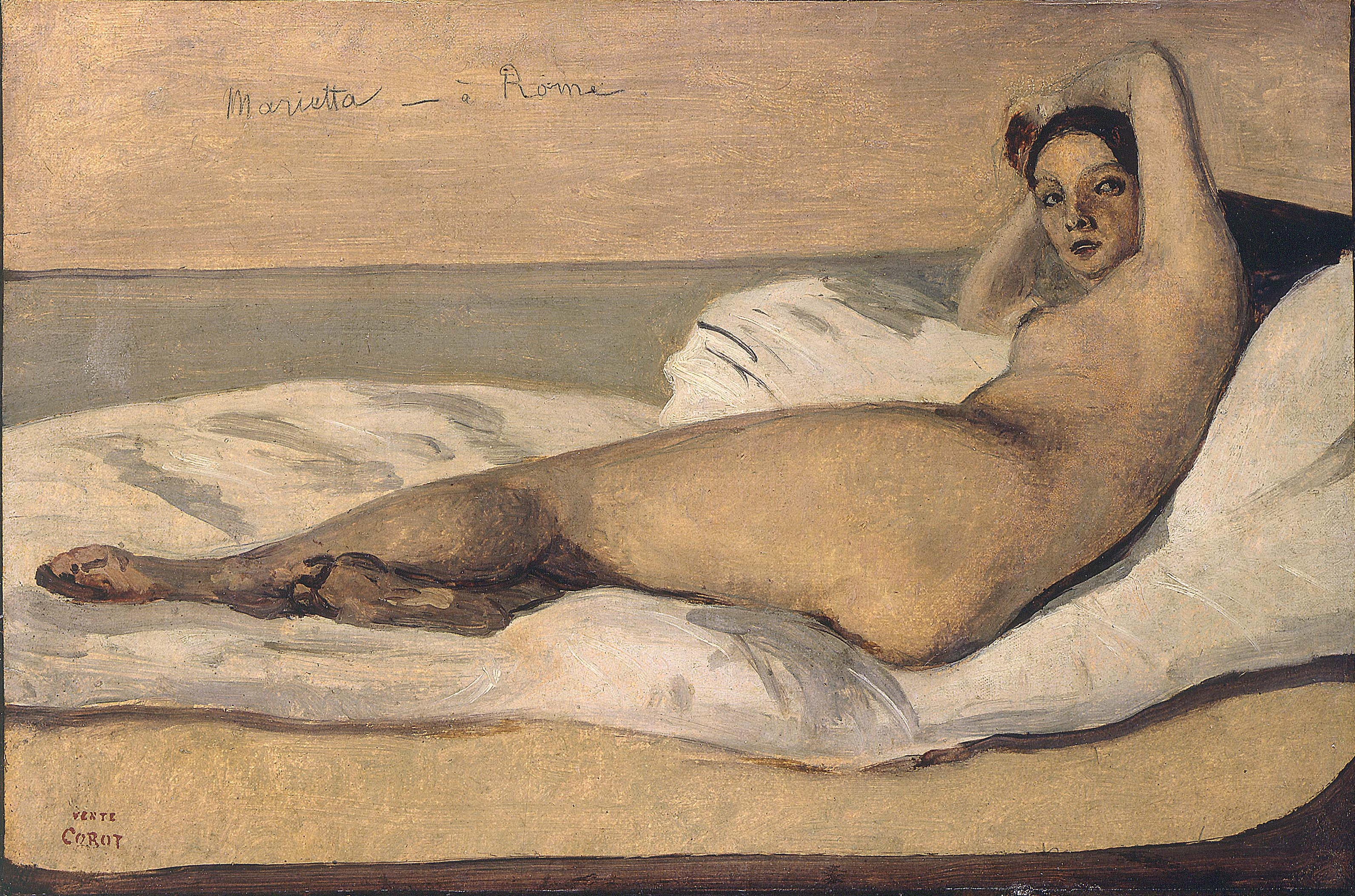
カミーユ・コロー 『マリエッタ』1843年
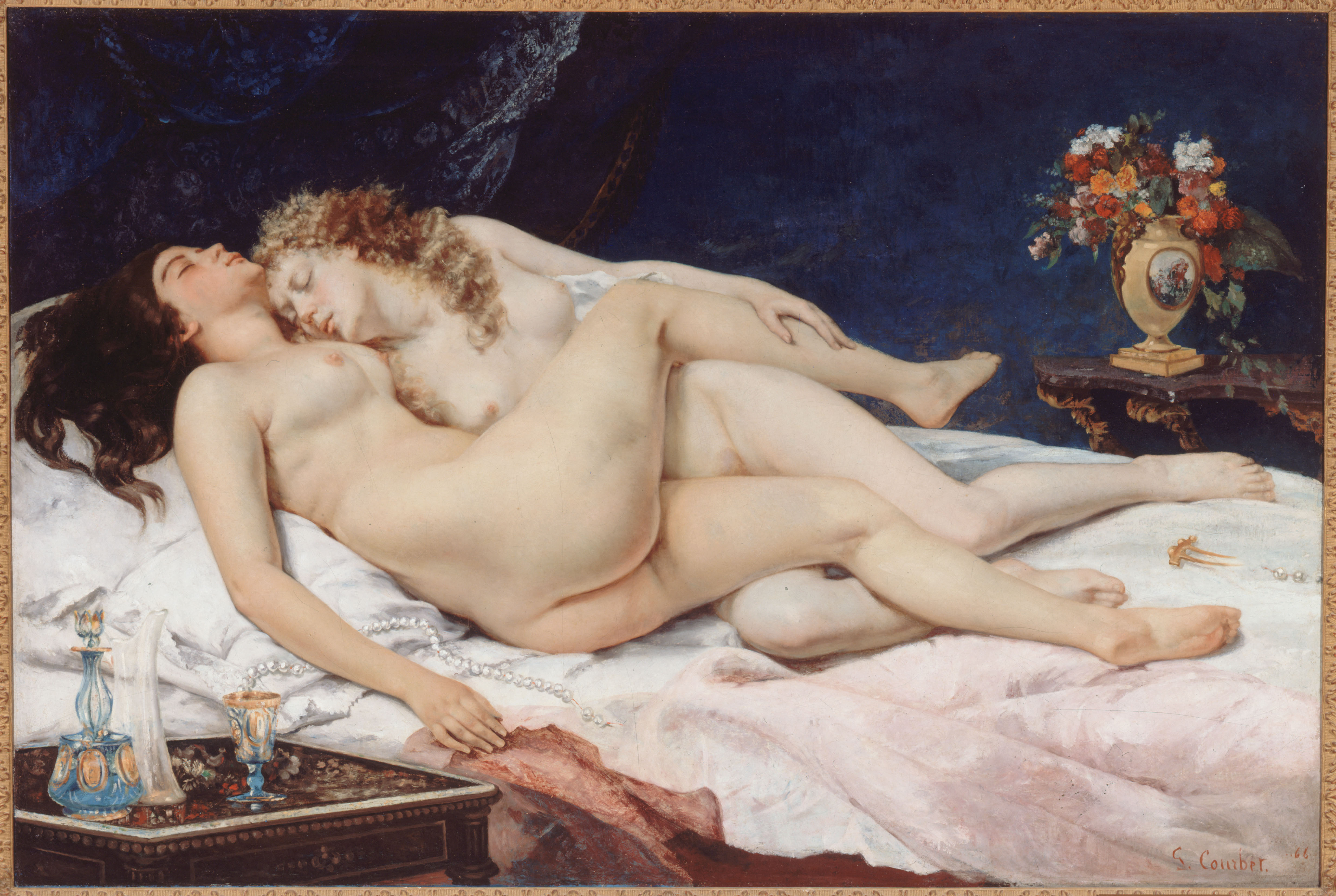
ギュスターヴ・クールベ 『眠り』1866年
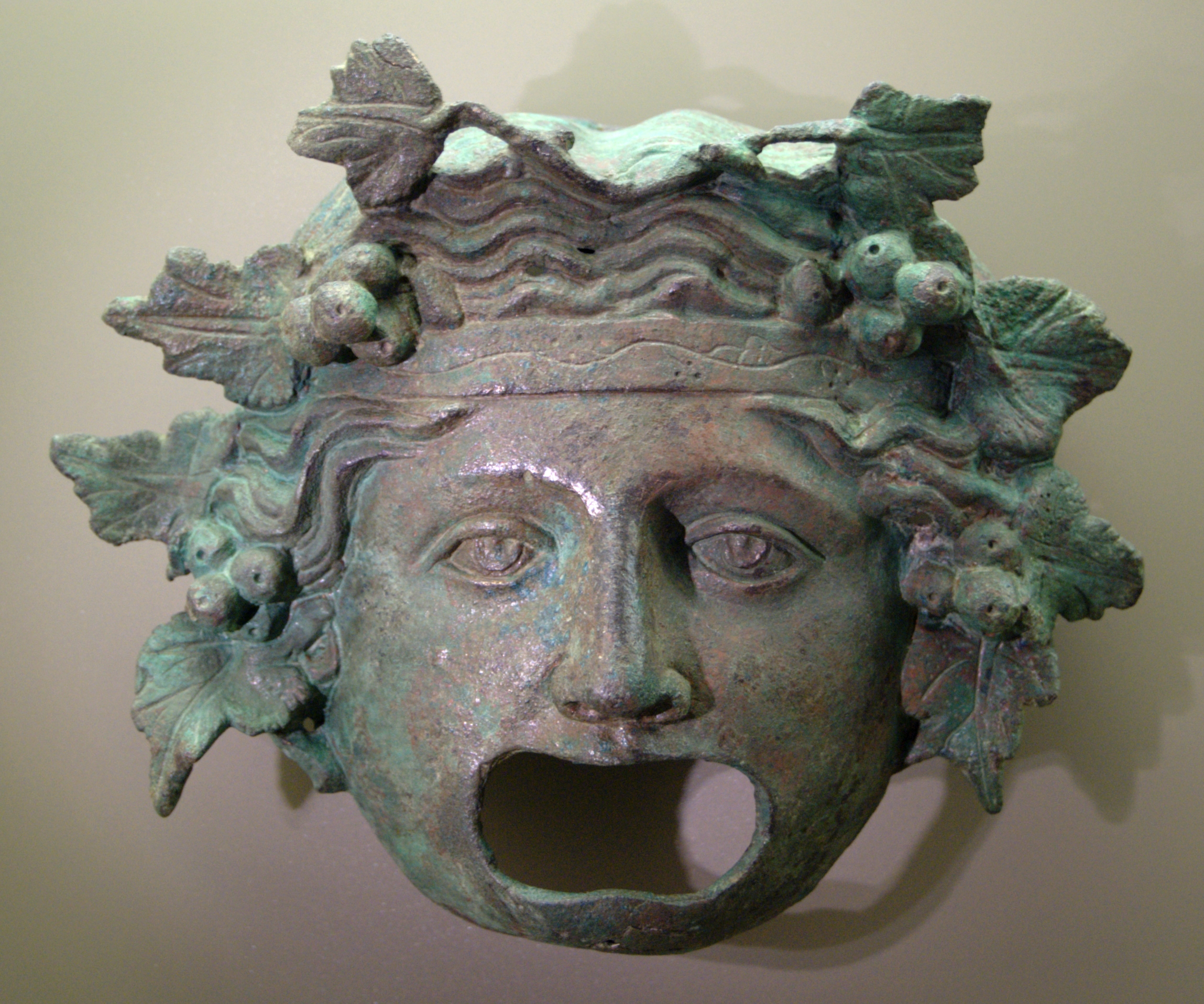
Mask of Dionysos Tauros
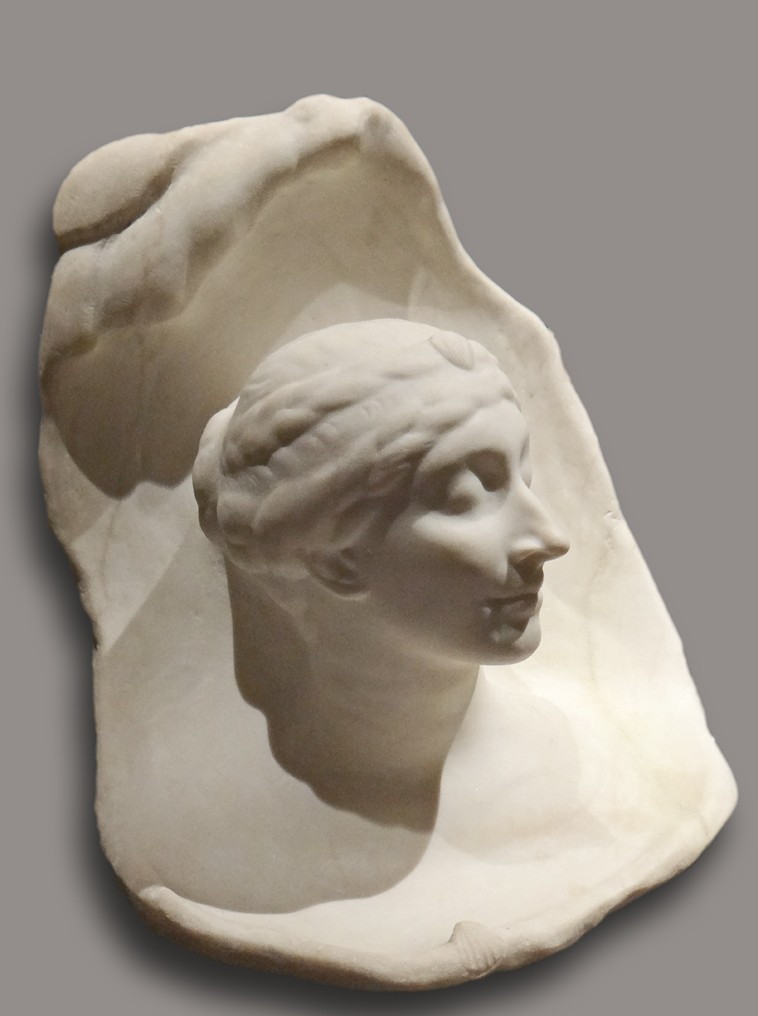
アントワーヌ・ブールデル La naissance d'Aphrodite
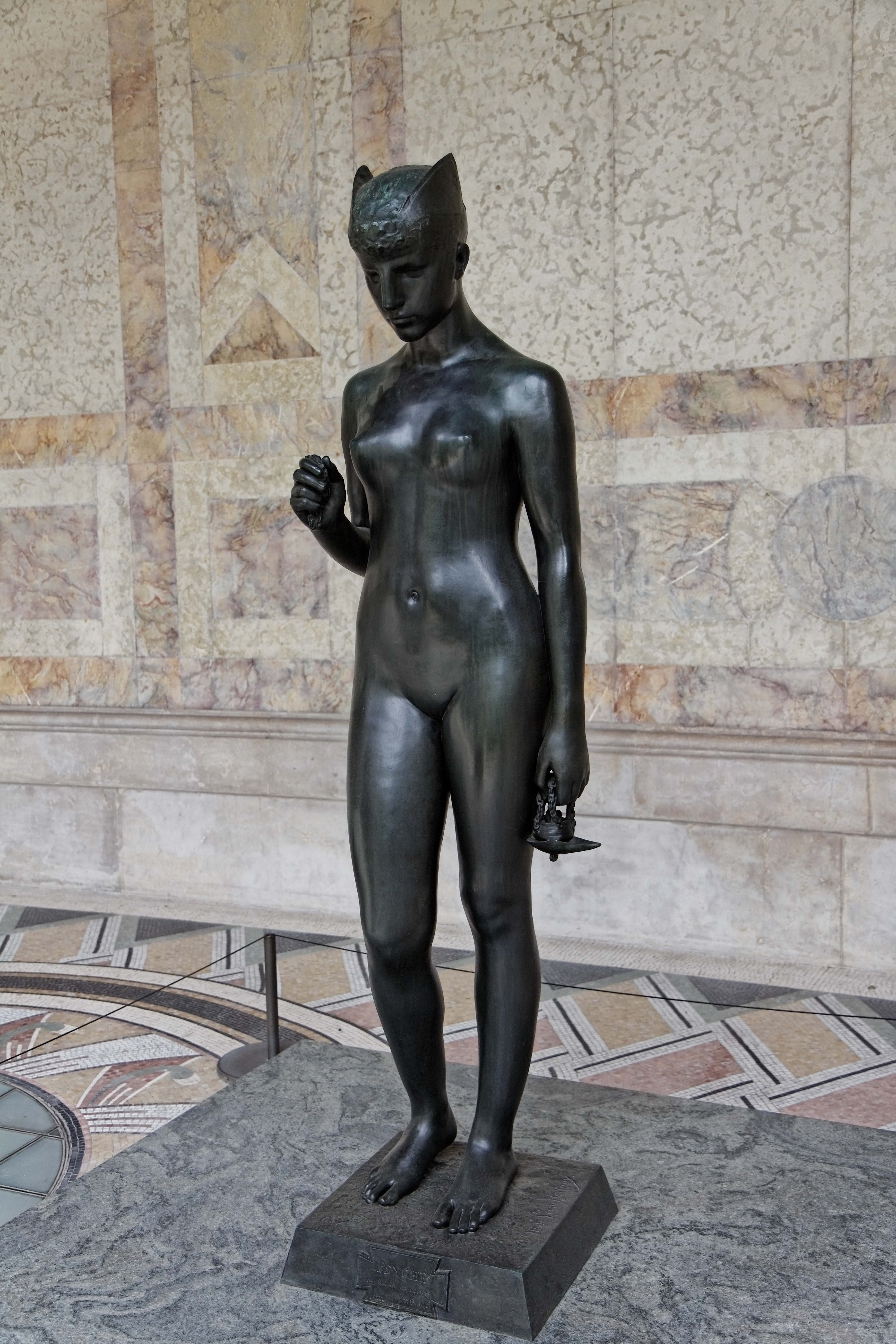
エレーヌ・ベルトー "Psyché sous l'empire du mystère"
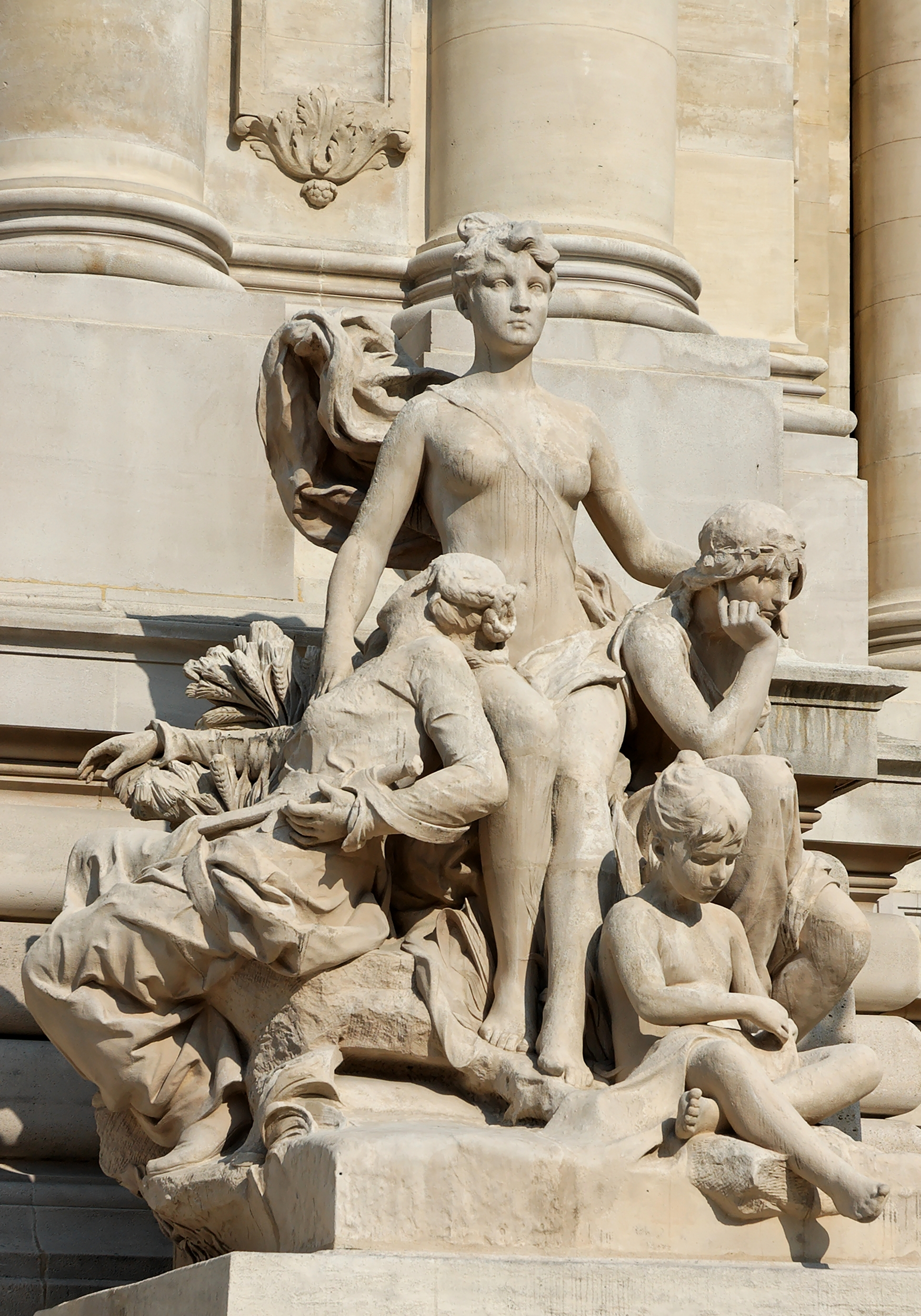
Désiré-Maurice Ferrary "The Seine and its tributaries"
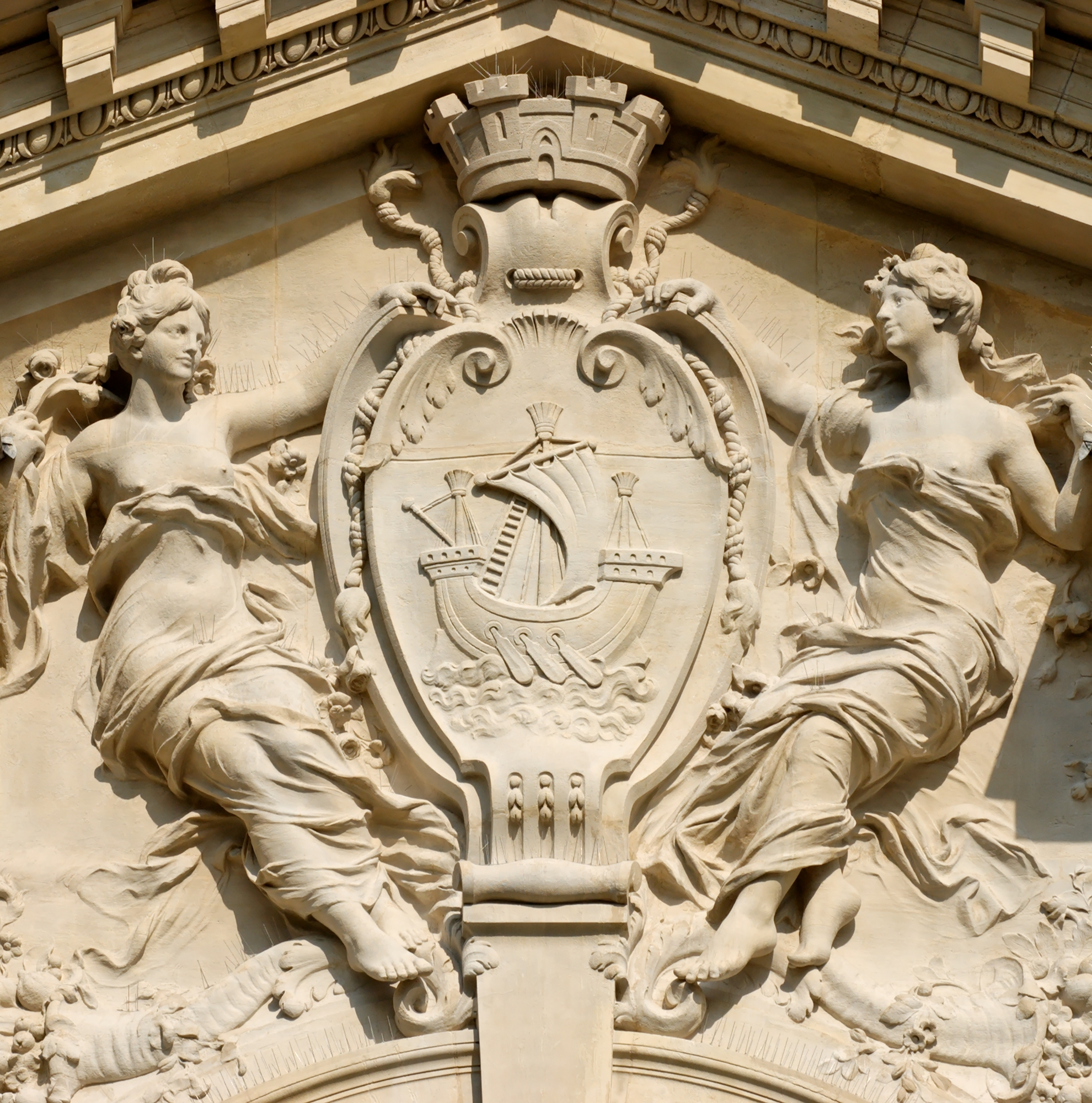
Émile Peynot パリ市章のレリーフ
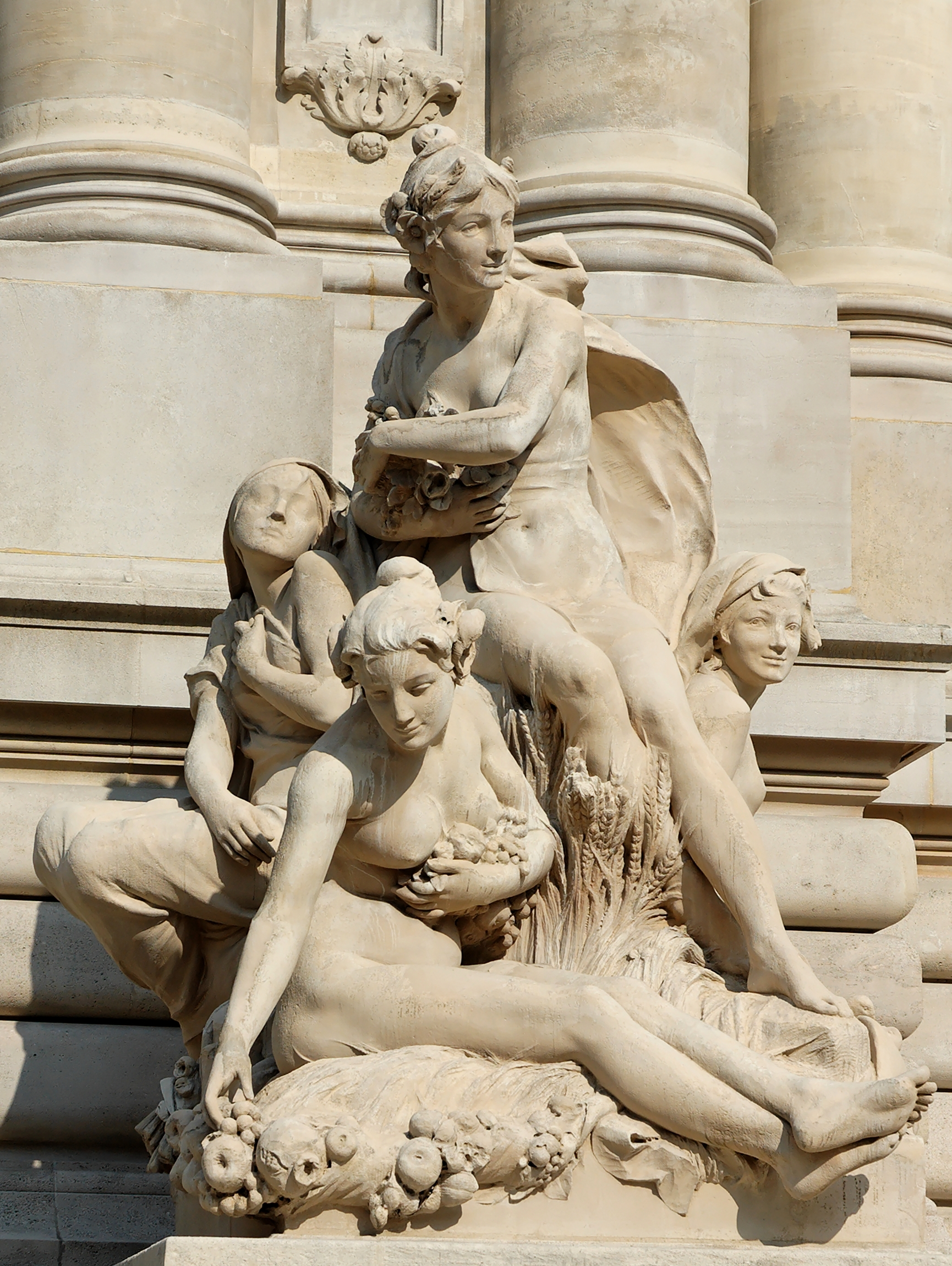
Louis Convers 『四季』

## アクセス
- メトロ：■1、■8、■12号線　シャンゼリゼ＝クレマンソー駅（Champs-Elysées - Clémenceau）またはコンコルド駅（Concorde）下車
- RER：■C線 アンヴァリッド駅（Invalides）、■A線 シャルル・ド・ゴール＝エトワール駅（Charles de Gaulle - Étoile）
- バス : 42番、72番、73番、80番、93番